# Ptinus sanninensis
Ptinus sanninensis là một loài bọ cánh cứng trong họ Ptinidae. Loài này được Pic miêu tả khoa học năm 1911.